# かたせなの
かたせ なのは、日本の漫画家。

## 概要
主に青年向けの商業誌や同人誌で活躍中。少女漫画風の作品を描く。

## 作品リスト

### 成人向け

#### 漫画作品
- 凡例
  - 〈種〉連載か読切かで2種に大別。
  - 〈収録〉1：初恋lesson / 2：恋色♥ラプソディ / 3：恋愛りれーしょん / 4：M系彼女調教性活 / 未：単行本未収録

|  | 連載作品 |  | 読切作品 |

|    | 作品名                                                                      | 種   | 発行           | 掲載                            | 収録 | 注記                                          |
| -- | --------------------------------------------------------------------------- | ---- | -------------- | ------------------------------- | ---- | --------------------------------------------- |
| 1  | 夏空の想い                                                                  | 読切 | マックス       | COMICポプリクラブ 2006年10月号  | 1    |                                               |
| 2  | はじまりは突然に♥                                                           | 読切 | マックス       | COMICポプリクラブ 2006年11月号  | 1    |                                               |
| 3  | お世話になります!! 先輩♥                                                    | 読切 | マックス       | COMICポプリクラブ 2006年12月号  | 1    |                                               |
| 4  | あなたのために。                                                            | 読切 | マックス       | COMICポプリクラブ 2007年1月号   | 1    |                                               |
| 5  | 悩める彼女。                                                                | 読切 | マックス       | COMICポプリクラブ 2007年2月号   | 1    |                                               |
| 6  | お願い！ 先生!!                                                             | 読切 | マックス       | COMICポプリクラブ 2007年4月号   | 1    |                                               |
| 7  | Kissより先は…。                                                             | 読切 | マックス       | COMICポプリクラブ 2007年6月号   | 1    |                                               |
| 8  | 想い出の場所へ…                                                             | 読切 | マックス       | COMICポプリクラブ 2007年7月号   | 1    |                                               |
| 9  | アマイ / ワナ                                                               | 読切 | マックス       | COMICポプリクラブ 2007年8月号   | 1    |                                               |
| 10 | とらぶるDay!?                                                               | 読切 | マックス       | COMICポプリクラブ 2007年9月号   | 1    | 巻頭カラー。                                  |
| 11 | あなたのために。特別に♥                                                     | 読切 | マックス       | COMICポプリクラブ 2008年2月号   | 2    |                                               |
| 12 | ff〜フォルティッシモ〜                                                      | 読切 | マックス       | COMICポプリクラブ 2008年3月号   | 2    |                                               |
| 13 | 子ねこの上手な暮らし方★                                                     | 読切 | マックス       | COMICポプリクラブ 2008年4月号   | 2    |                                               |
| 14 | スズノ、ナル、トキ                                                          | 読切 | マックス       | COMICポプリクラブ 2008年8月号   | 2    |                                               |
| 15 | 扇風機。                                                                    | 読切 | マックス       | COMICポプリクラブ 2008年9月号   | 2    |                                               |
| 16 | Sweet×Sweets                                                                | 読切 | マックス       | COMICポプリクラブ 2008年10月号  | 2    |                                               |
| 17 | 二人だけの…♥                                                                | 読切 | マックス       | COMICポプリクラブ 2008年12月号  | 2    |                                               |
| 18 | 夢の続きを…                                                                 | 読切 | マックス       | COMICポプリクラブ 2009年2月号   | 2    |                                               |
| 19 | イケない二人♥                                                               | 読切 | マックス       | コミックPフラート VOL.12        | 2    |                                               |
| 20 | ただいま××体験中♪                                                           | 読切 | マックス       | COMICポプリクラブ 2011年12月号  | 2    |                                               |
| 21 | 巨乳OLのセクハラ事情                                                        | 読切 | ジーオーティー | コミックグレープ Vol.2          | 3    |                                               |
| 22 | 巨乳OLのHな外回り事情                                                       | 読切 | ジーオーティー | コミックグレープ Vol.4          | 3    |                                               |
| 23 | 巨乳OLの社内悪戯事情                                                        | 読切 | ジーオーティー | コミックグレープ Vol.5          | 3    |                                               |
| 24 | 美少女の教え子に欲情した美術講師の俺は…                                     | 読切 | ジーオーティー | comicアンスリウム 2014年5月号   | 3    |                                               |
| 25 | 美少女の教え子に欲情した美術講師の俺は…2                                    | 読切 | ジーオーティー | comicアンスリウム 2014年7月号   | 3    |                                               |
| 26 | 巨乳浴衣彼女とこっそり神社でHしていたら…!?                                  | 読切 | ジーオーティー | コミックグレープ Vol.10         | 3    |                                               |
| 27 | 黒スト巨乳女教師の秘密の放課後                                              | 読切 | ジーオーティー | コミックグレープ Vol.11         | 3    |                                               |
| 28 | I・D・♥ 巨乳アイドルと事務所社長のHな駆け引き                               | 読切 | ジーオーティー | コミックグレープ Vol.12         | 3    |                                               |
| 29 | I・D・♥ 巨乳アイドルが撮影合間にまさかの縛りプレイ!?                        | 読切 | ジーオーティー | コミックグレープ Vol.13         | 3    |                                               |
| 30 | 黒髪巨乳の妹と生徒会室で…。                                                 | 読切 | ジーオーティー | comicアンスリウム 2015年1月号   | 3    |                                               |
| 31 | 催眠アプリでHに変身!? ダメダメ女教師のトラウマ克服体験記                    | 読切 | ジーオーティー | コミックグレープ Vol.17         | 4    |                                               |
| 32 | ロリ系水泳部部長の彼女とシャワー室でH対決！                                 | 読切 | ジーオーティー | コミックグレープ Vol.19         | 4    |                                               |
| 33 | 巨乳お嬢様のHな社会勉強 第1話                                               | 読切 | ジーオーティー | コミックグレープ Vol.20・22・24 | 未   | 全3話                                         |
| 34 | もっといじめて♥ H大好きな巨乳JKに特別セクハラ授業                           | 読切 | ジーオーティー | コミックグレープ Vol.27         | 4    |                                               |
| 35 | 巨乳OLの受難 スパイ疑惑で課長に拘束SMプレイされちゃう!?                     | 読切 | ジーオーティー | コミックグレープ Vol.30         | 4    |                                               |
| 36 | ドS委員長のドMな秘密 はじめてのローター露出野外プレイ                       | 読切 | ジーオーティー | コミックグレープ Vol.31         | 4    |                                               |
| 37 | 敏感系巨乳アスリートとドSコーチの変態SMトレーニング                         | 読切 | ジーオーティー | コミックグレープ Vol.32・Vol.34 | 4    | 前後編。                                      |
| 38 | 欲求不満ドS巨乳な女上司のドMな逆セクハラ上司命令!!                          | 読切 | ジーオーティー | コミックグレープ Vol.35         | 4    |                                               |
| 39 | ヤンキーギャルな巨乳新人OLにセクハラSM指導                                  | 読切 | ジーオーティー | コミックグレープ Vol.38         | 4    |                                               |
| 40 | もっといじめて♥ 放課後の特別身体検査                                        | 読切 | N/A            | N/A                             | 4    | 単行本描き下ろし。                            |
| 41 | ドSなライバル巨乳女教師がマッサージでドM淫乱に!?                            | 読切 | ジーオーティー | コミックグレープ Vol.42         | 未   |                                               |
| 42 | ヒミツ特訓してるんだから挿入れちゃダメ！ 今日からあなたの専属サポーター     | 連載 | forcs          | ガチコミ Vol.89 - Vol.111       | —    | 『ヒミツの性春♥応援部』のタイトルで単行本化。 |
| 43 | 「私の処女をもらってください！」 優等生JKが夏休みの女子寮でハメられとろとろ | 連載 | forcs          | ガチコミ Vol.123 - Vol.134      | 未   |                                               |
| 44 | 大嫌いなドSの同期OLに逆レイプされかけた俺は…                                | 読切 | ジーオーティー | コミックグレープ Vol.104        | 未   |                                               |
| 45 | 欲求不満のドMなJKお嬢様のHな罠                                              | 読切 | ジーオーティー | コミックグレープ Vol.107        | 未   |                                               |
| 46 | もっとおしおきしてください♥ 巨乳新人OLにセクハラ教育指導                    | 読切 | ジーオーティー | コミックグレープ Vol.108        | 未   |                                               |
| 47 | エロかわ義妹と秘密の性生活 父親と巨乳義母はリビングでSEX中                  | 読切 | ジーオーティー | コミックグレープ Vol.110        | 未   |                                               |
| 48 | ドS系わがままギャルJKにドMなおしおき罰ゲーム♥                               | 読切 | ジーオーティー | コミックグレープ Vol.111        | 未   |                                               |
| 49 | 淫乱JKバイトの性処理係になった俺                                            | 読切 | ジーオーティー | コミックグレープ Vol.113        | 未   |                                               |

#### 書籍
- 『初恋lesson』マックス〈ポプリコミックス〉、2007年9月21日発売[1]、ISBN 978-4-90349-142-4
- 『恋色♥ラプソディ』マックス〈ポプリコミックス〉、2012年1月26日発売[2]、ISBN 978-486379-060-5
- 『恋愛りれーしょん』ジーオーティー〈キャノプリCOMICS〉、2015年1月26日発売[3]、ISBN 978-4-86084-947-4
- 『M系彼女調教性活』ジーオーティー〈GOTコミックス〉、2017年2月25日発売[4]、ISBN 978-4-81480-020-9
- 『ヒミツの性春♥応援部』、ジーオーティー〈GOTコミックス〉2020年、全2巻
  - （上巻）2020年10月26日発売[5]、ISBN 978-4-82360-092-0
  - （下巻）2020年10月26日発売[6]、ISBN 978-4-82360-093-7

### 一般向け
- 『げーむ部！』双葉社〈アクションコミックス COMIC HIGH’S BRAND〉全4巻
  1. 2009年8月12日発売[7]、ISBN 978-4-575-83657-8
  2. 2010年2月12日発売[8]、ISBN 978-4-575-83726-1
  3. 2010年9月11日発売[9]、ISBN 978-4-575-83811-4
  4. 2011年3月12日発売[10]、ISBN 978-4-575-83877-0
- 『LOVE LOOP』少年画報社〈ヤングコミックコミックス〉、2010年11月26日発売[11]、ISBN 978-4-78593-512-2
- 『喫茶とまり木 営業中!』双葉社〈アクションコミックス COMIC HIGH’S BRAND〉全2巻（『コミックハイ!』2011年5月号 - 2012年5月号）
- 『いけない二人とはじめての罰』日本文芸社〈ニチブンコミックス CH COMICS〉、2013年4月9日発売[12]、ISBN 978-4-53713-020-1
- 『恋する魔弾と戦姫のアカデミア 〜Another Story of the Lord Marksman and Vanadis〜』集英社〈ヤングジャンプコミックスDIGITAL〉全2巻（『水曜日はまったりダッシュエックスコミック』2023年8月3日 - 2024年10月17日）

## 連載中の作品・コーナー
- COMICポプリクラブ
- ヤングコミック
- コミックヘヴン 『いけない二人とはじめての罰』
- 水曜日はまったりダッシュエックスコミック 『恋する魔弾と戦姫のアカデミア 〜Another Story of the Lord Marksman and Vanadis〜』